# お手玉

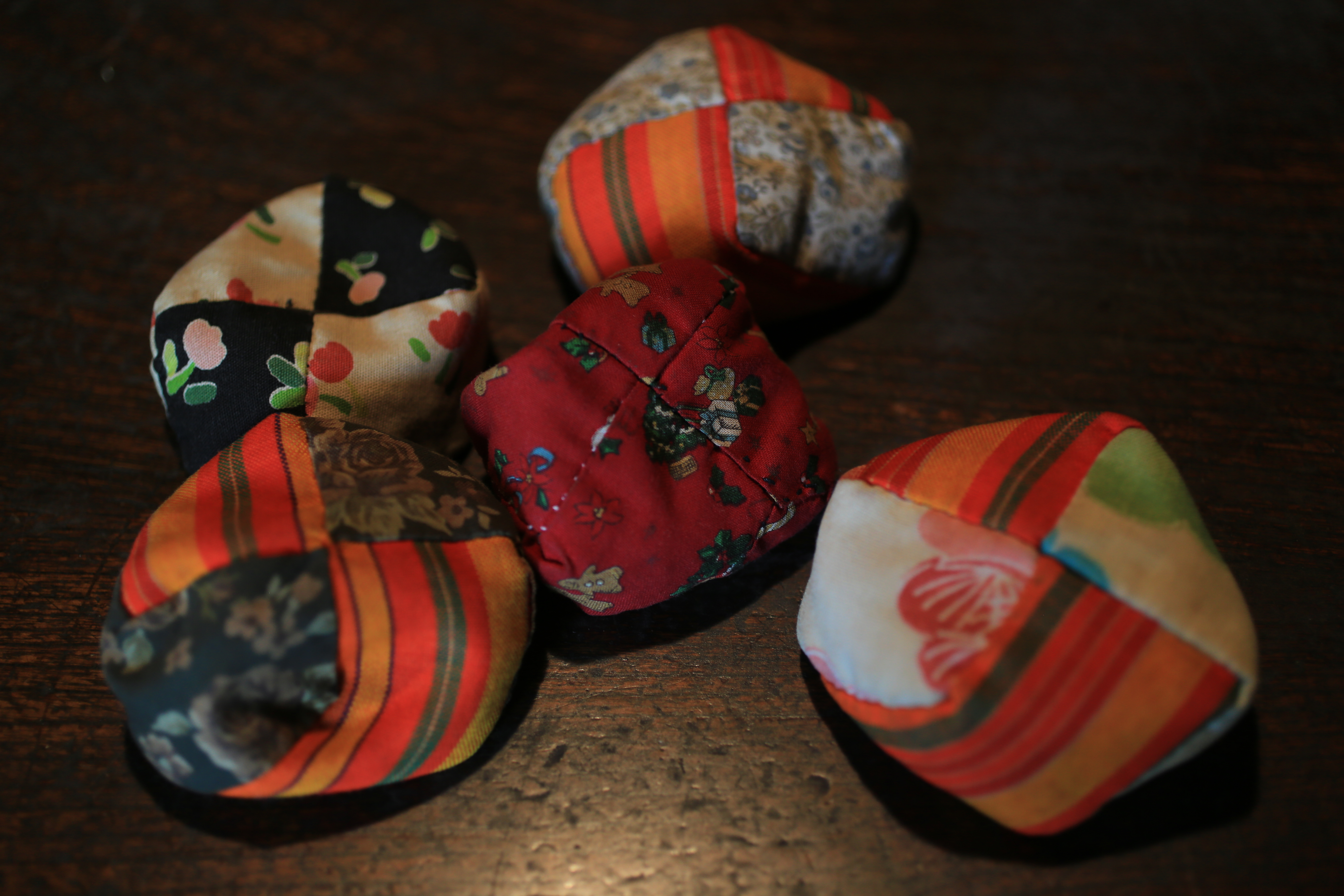
お手玉

お手玉（おてだま、御手玉）は、小さな布袋に小豆や米、ジュズダマの実、リンゴの芯などを入れ、数個を1組にして縫い合わせた玩具のこと。また、それを使って遊ぶことを「お手玉をする」などという。
地方によって、じゅずだま、おじゃみ、オニンク（オニンコ）、いしなご（石子/石投/擲石）などと呼ぶところがある。

## 遊び方
いろいろな遊び方があるが、歌にあわせ、手をつかって、一定のルールのタイミングで放り上げて楽しむようなものが一般的である。同時に複数の玉をほうり上げるなど難度をあげ、ジャグリングに似た要素があり、技巧の上達を楽しむことができる。
男の子がお手玉で遊ぶことはあまりなく、伝統的にも“女の子の遊び”である。

## 歴史
欧州の遊牧民が袋に粒状の物を入れて遊んだのが始まりと言われている。また、お手玉らしき物を投げて遊ぶ女性が描かれた古代エジプトの洞窟壁画（約4000年前）が残っているが、そうではなく、パンもしくは奇術の類ではないかという指摘もある（奇術#奇術の歴史を参照）。
また、お手玉の起源として古代ギリシアや古代ローマ時代に行われていた羊の距骨や飛節の骨を使った遊びナックルボーンが挙げられる。
日本では、奈良時代に中国から伝わり、当時は手ごろな大きさの小石や水晶を利用したことから石名取玉と呼ばれていた。実際に聖徳太子が遊んだとされる水晶も発見されている。現代のお手玉は、江戸時代から明治初期にかけて多く作られた。歌川広重による江戸後期の浮世絵『風流おさな遊び』にも、女児が遊ぶ姿が描かれている。
第二次世界大戦中の学童疎開では、親元から離れる子にお手玉を持たせたり、離れた子にお手玉を送ったりした人があった。空腹に堪えられなくなったらほどいて中の豆を食べるようにと言い聞かせておいたのである。
元来、お手玉はありふれた遊びとして親しまれ、母から娘、孫へと、作り方や遊び方が伝承されたものだった。しかし、1950年代ころから核家族化が進行するとともに（祖母から孫への）伝承が難しくなり、また、多種多様な遊びがまわりに溢れるようになり、徐々に忘れ去られていった。
現在では小学校などを中心に日本の伝統的な遊びとして受け継がれている。

## その他
- 「手玉に取る」とは、少女たちがお手玉を巧妙に投げたり打ったりして遊ぶように、人を上手に操り、また、他人をあたかもしれない物や道具のように扱うという意味の慣用句に用いられる。「手玉」には、装身具の「腕輪」の意味もあるが、ここではおもちゃのお手玉のことである。
- 野球やクリケットの守備で、ボールを掴み損ねて送球に手間取ることを俗にお手玉という（ファンブル、ジャッグルの日本語訳）。